# A Date with Darkness: The Trial and Capture of Andrew Luster
A Date with Darkness is een Amerikaanse dramafilm uit 2003 onder regie van Bobby Roth. Het verhaal is gebaseerd op de waargebeurde misdaden van Max Factor-erfgenaam Andrew Luster. De productie is een televisiefilm gemaakt in opdracht van de Amerikaanse televisiezender Lifetime Television.

## Verhaal
Andrew Luster is erfgenaam van de Max-factor keten. Hij drogeert jonge meisjes en laat ze meespelen in zijn seksfilms. Tijdens het uitgaan worden Connie en haar vriend Daniel allebei gedrogeerd door Luster. Wanneer Connie gaat douchen, wordt ze verkracht. Als ze aangifte doet bij de politie, komt ze erachter dat ze niet de enige was. Ook Sarah en Teri doen aangifte van verkrachting. Na een lange rechtszaak verdwijnt Andrew achter de tralies.

## Rollen
- Jason Gedrick - Andrew Luster
- Marla Sokoloff - Connie
- Lisa Edelstein - Maeve Fox
- Sarah Carter - Sarah
- Stefanie von Pfetten - Teri
- Winston Rekert - Fred
- Tom Butler - Roger Diamond
- Shane Meier - Daniel
- Robert Wisden - Sam
- Samantha Ferris - Katherine Cooke
- Kevin McNulty - Rechter Riley
- Kavan Smith - Anthony Wold
- Jody Thompson - Amy
- Rebecca Toolan - Mevrouw Luster
- Kerry Sandomirsky - Dokter Dyer
- Karl Schreiner - Sean
- Summer Gibson - Megan
- José Vargas - Taco Vendor